# Oliver Wood (cinematograaf)
Oliver Wood (Londen, 21 februari 1942 – Los Angeles, 13 februari 2023) was een Brits cameraman (director of photography).
Wood schoot de plaatjes voor onder meer de actiefilms Die Hard 2, Face/Off en de eerste drie delen uit de filmreeks The Bourne Identity. Hij begon zijn carrière als cameraman voor lowbudgetfilms, videoclips en commercials. Woods grote doorbraak met succesvolle films kwam mede door de populaire politieserie Miami Vice waar hij 53 afleveringen de director of photography was. Hij werd in 2008 genomineerd voor een BAFTA Award voor beste cinematografie met de film The Bourne Ultimatum.
Wood overleed op 80-jarige leeftijd aan kanker in zijn huis in Los Angeles.

## Filmografie
- 1969: Popdown
- 1969: The White Slave
- 1970: The Honeywoon Killers
- 1977: Danny
- 1978: Feedback
- 1979: Don't Go in the House
- 1982: Maya
- 1983: The Returning
- 1984: Alphabet City
- 1985: The Sex O'Clock News
- 1986: Joey
- 1986: Neon Maniacs
- 1986: Miami Vice (1986-1989)
- 1990: Die Hard 2
- 1990: The Adventures of Ford Fairlane
- 1991: Bill & Ted's Bogus Journey
- 1991: Mystery Date
- 1992: Hammerin' Home
- 1993: Rudy
- 1993: For Love or Money
- 1993: Sister Act 2: Back in the Habit
- 1994: Terminal Velocity
- 1995: Mr. Holland's Opus
- 1996: Celtic Pride
- 1996: 2 Days in the Valley
- 1997: Face/Off
- 1997: Switchback
- 1998: Mighty Joe Young (met Donald Peterman)
- 2000: U-571
- 2002: The Bourne Identity
- 2002: The Adventures of Pluto Nash
- 2002: I Spy
- 2003: National Security
- 2003: Freaky Friday
- 2004: Scooby-Doo 2: Monsters Unleashed
- 2004: The Bourne Supremacy
- 2005: Fantastic Four
- 2006: Talladega Nights: The Ballad of Ricky Bobby
- 2007: The Bourne Ultimatum
- 2008: Step Brothers
- 2009: Surrogates
- 2010: The Other Guys
- 2012; Safe House
- 2013: 2 Guns
- 2013: Anchorman 2: The Legend Continues
- 2015: Child 44
- 2016: Grimsby
- 2016: Ben-Hur
- 2016: Jack Reacher: Never Go Back
- 2018: The Equalizer 2
- 2018: Holmes and Watson
- 2022: Morbius